# Арензон, Евгений Рувимович
Евге́ний Руви́мович Арензо́н (4 февраля 1937 — 28 февраля 2022) — советский и российский литературовед (хлебниковед, маяковед).

## Биография
Евгений Арензон родился 4 февраля 1937 года.
Завершил многолетнюю работу над собранием сочинений Велимира Хлебникова после смерти его основного составителя Рудольфа Дуганова.
Старший научный сотрудник отдела новейшей русской литературы и литературы русского зарубежья Института мировой литературы имени А. М. Горького РАН (ИМЛИ).
Совместно с другими научными сотрудниками ИМЛИ — Владимиром Дядичевым, Ниной Королёвой, Татьяной Купченко, Натальей Михаленко, Верой Терёхиной, Еленой Тюриной — занимался подготовкой нового Полного собрания произведений В. В. Маяковского.
Умер 28 февраля 2022 года. Прах захоронен в колумбарии на Ваганьковском кладбище.

## Награды и премии
- Международная отметина имени отца русского футуризма Давида Бурлюка[6]